# Кан, Альберт Юджин
А́льберт Ю́джин Кан (англ. Albert Eugene Kahn; 11 мая 1912, Лондон — 15 сентября 1979, Глен-Эллен, Калифорния) — американский журналист, фотограф, литератор, издатель. Известен как автор книг «Саботаж! Тайная война против Америки» (англ. Sabotage! The Secret War Against America) и «Большой заговор: Тайная война против Советской России» (англ. The Great Conspiracy: The Secret War Against Soviet Russia), в которых лидеры большевиков названы иностранными шпионами на основании их признаний (под пытками) на т. н. Московских процессах. 

## Ранний период жизни, образование
Родился в Лондоне, в состоятельной политически консервативной еврейской семье. Отец Альберта, Мориц Кан, был старшим инженером в фирме, которая организовала работу братьев Кан в Советском Союзе совместно с Госпроектом. Дядя — промышленный архитектор Альберт Кан. 
Учился в Академии Филлипса в Эксетере. Затем в 1932 году окончил Дартмутский колледж, где был известным спортсменом. Во время учёбы писал стихи и увлекался творчеством Шекспира: позднее признался, что именно изучение «Короля Лира» впервые пробудило в нём ощущение несправедливости. В 1934 году женился на Гарриет Уорнер, и супруги переехали в Калифорнию, где Кан безуспешно пытался начать карьеру сценариста в Голливуде.

## Политические воззрения
После начала гражданской войны в Испании Кан занялся сбором средств на оказание медицинской помощи республиканцам, боровшимся со сторонниками Ф. Франко. В ходе поездки Кан выступал перед разными аудиториями — от богатых спонсоров до безработных. Поездка происходила в разгар Великой депрессии, и масштабные бедствия людей произвели на Кана глубокие впечатления. Многие из его выступлений организовывали коммунисты и социалисты, поразившие Кана своими идеалами. После завершения тура в 1938 году он вступил Коммунистическую партию США.
Не имея перспектив трудоустройства, Кан согласился занять должность в Albert Kahn, Inc., но его политическая деятельность вскоре привела к проблемам на работе и уходу. Будучи талантливым оратором, он начал выступать с антифашистскими речами. Поскольку он носил ту же фамилию, что и его знаменитый дядя, то подобная публичность вызвала в семейной фирме панику. Беспокойство усиливалось тем фактом, что крупнейшим клиентом компании являлся Генри Форд, который налаживал бизнес в нацистской Германии. На встрече с дядей и отцом младшему Кану было предложено либо прекратить публичные выступления, либо уволиться, что он и сделал.
Кан был кандидатом Американской партии труда по 25-му округу Нью-Йорка на выборах 1948 года.

## Антифашистская журналистика
Почти сразу же после ухода Кану предложили должность исполнительного директора недавно созданного Американского совета против нацистской пропаганды (англ. American Council Against Nazi Propaganda). Работая с Советом директоров, в состав которого входили Хелен Келлер, Конде Наст, Джон Гюнтер, бывший посол Уильям Э. Додд, Томас Манн, Кан основал синдицированный информационный бюллетень The Hour . Он занимался журналистскими расследованиями с целью разоблачения нацистского шпионажа, диверсий и пропагандистских операций в США. Он также расследовал деятельность американских фашистских и профашистских групп, таких как Германоамериканский союз. Расследования бюллетеня широко использовались в печатных СМИ и на радио, а также Военным министерством, Министерством юстиции и Управлением военной информации.

## Книги
Материалы «The Hour» послужили основой для первого бестселлера Кана – книги «Саботаж!» (1942), в соавторстве с Майклом Сейерсом. Планы Reader's Digest напечатать отрывки из книги привели к тому, что директор ФБР Дж. Эдгар Гувер написал в личном деле Кана: «Нельзя ли что-нибудь сделать, чтобы остановить это?»
Кан и Сейерс также выступили соавторами бестселлеров «Заговор против мира» (англ. The Plot Against The Peace, 1945) и «Большой заговор: тайная война против Советской России» (1946). Последняя книга стала скандальной: авторы признали обоснованными обвинения в государственной измене бывшим советским лидерам оппозиции и обвинения в заговоре с целью свержения советского строя, убийства Ленина, Сталина, Горького и других. При том, что в книге содержится большой объём фактического материала как американского, так и советского происхождения, этот материал или не соответствует действительности, или интерпретирован тенденциозно, исходя из интересов и рекомендаций официальных советских служб и лиц, которые содействовали авторам в подготовке и издании книги.
Кан, будучи противником «холодной войны», сам попал в конце 1940-х годов в чёрный список. Пользуясь возможностями распространения книг через левые профсоюзы, он опубликовал политическую историю США после 1917 года под названием «Государственная измена: заговор против народа» (англ. High Treason: The Plot Against the People, 1950), и «Игру смерти: последствия холодной войны на наших детях» (англ. The Game of Death: Effects of the Cold War on Our Children, 1953).

## Издательство Кеймерона и Кана. Матусоу
В начале 1950-х Кан и Ангус Кеймерон, известный редактор издательства Little, Brown, который сам недавно был в чёрном списке, основали издательскую фирму Cameron & Kahn. В 1955 году фирма подготовила к печати книгу «Лжесвидетель» (англ. False Witness) — признания бывшего коммуниста и платного государственного свидетеля Харви Матусоу в том, что он неоднократно давал под присягой ложные показания. Книга Матусоу стала сенсацией, и правительство отреагировало на ожидаемую публикацию, вызвав в суд Кана, Кеймерона и Матусоу. Представ перед федеральным большим жюри, издатели были обвинены в подкупе Матусоу. После многомесячных слушаний и тысяч страниц свидетельских показаний большое жюри отказалось выдвигать обвинения против Кеймерона и Кана.
Одновременно с заседанием большого жюри Кан, Кеймерон и Матусоу были вызваны для дачи показаний перед Подкомитетом по внутренней безопасности Сената США под председательством сенатора из штата Миссисипи Джеймса Истленда. Целью слушаний было определить, была ли публикация «Лжесвидетеля» результатом коммунистического сговора, а не оценить сам факт и последствия допущенного лжесвидетельства Матусоу.
История публикации книги и её последствия были описаны Каном в конце 1950-х годов в книге «Дело Матусоу», но вышли только в 1987 году, спустя восемь лет после его смерти (англ. The Matusow Affair, Moyer Bell).
Среди других книг, изданных Кеймероном и Кан — «Завещание Этель и Юлиуса Розенбергов» (англ. The Testament of Ethel and Julius Rosenberg), «Семена разрушения: правда об американской оккупации Германии» (англ. Seeds of Destruction; the Truth About the U.S. Occupation of Germany) Седрика Белфриджа и «Экстаз Оуэна Мьюра» Ринга Ларднера.

## Исключение из чёрных списков
В течение 1950-х Кан был лишён заграничного паспорта за отказ подписать письменное свидетельство о том, являлся ли он когда-либо членом коммунистической партии (такое требование Верховного суда США было признано неконституционным в деле с участием известного художника и друга Кана Рокуэлла Кента).
Кан был вычеркнут из чёрного списка в 1962 году, когда в издательстве «Simon & Schuster» вышла книга «Дни с Улановой» (англ. Days With Ulanova), интимный портрет легендарной балерины Большого театра, получившая высокую оценку критиков. Во время одной из поездок в Москву Кан встретился с советским лидером Н. С. Хрущёвым в Кремле и предложил написать автобиографию советского лидера в соавторстве с ним. Хрущёв согласился, но был отправлен в отставку до начала работы над проектом.
Кан умер 15 сентября 1979 года от сердечного приступа в Глен-Эллен, штат Калифорния.